# Burgasé (localidad)
Burgasé es un despoblado español del municipio de Fiscal, perteneciente a la provincia de Huesca, en la comunidad autónoma de Aragón.

## Historia
Hacia mediados del siglo XIX, el lugar, por entonces perteneciente al municipio de Valle de Solán —que luego tomaría el nombre de esta localidad—, tenía contabilizada una población de 150 habitantes. Aparece descrito en el cuarto volumen del Diccionario geográfico-estadístico-histórico de España y sus posesiones de Ultramar de Pascual Madoz con las siguientes palabras:

BURGASE Y SUS ALDEAS: l. de la prov. de Huesca (16 leg.), part. jud. de Boltaña (3), adm. de rent. y dióc. de Barbastro (10), aud. terr. y c. g. de Zaragoza (25): sit. en el valle de Solana en el vértice de un cerro entre 2 arroyos que nacen en la cumbre de los montes inmediatos con buena ventilacion y clima muy saludable; forman la pobl. 23 casas generalmente de 2 pisos, de construccion ant. y pocas comodidades, distribuidas en calles irregulares y una plaza bastante espaciosa con buena casa para ayunt., aunque no lo tiene por sí, y concurre á formarlo con los 10 pueblos de que se compone el valle, y una igl. parr. bajo la advocacion de la Asuncion de Ntra. Sra., de la que son anejas las de las ald. de Cajol, Castellar y Gere, servidas todas por un cura perpetuo, otro mutual ó ecónomo, que nombra el primero y aprueba el ordinario, y 4 dependientes nombrados tambien por el mismo: el curato es de primer ascenso y su presentacion corresponde al marqués de Camarasa que ejerce el derecho de patronato: hay fuentes de buenas aguas, aunque escasas, para el surtido del vecindario, y un cementerio en parage ventilado. Confina el térm. N. valle de Vió; E. con su mismo valle y montes de Boltaña: S. el r. Ara y ribera de Fiscal, y O. el valle de Broto; en él se hallan sus 3 citadas ald. anejas Cajol, Gere y Castellar, la primera consta de 12 casas, la segunda de 7 y la tercera de 5, todas 3 tienen cementerios ventilados y sus igl. parr. bajo las advocaciones de la Transfiguracion del Señor las 2 primeras, y de San Saturnino la última, y á dist. de 1/2 cuarto de leg. de la pobl. se ve una ermita dedicada á Santa Marina virgen y mártir patrona de ella. El terreno es flojo, pedregoso y casi todo de monte, á escepcion de algunos prados y huertos que riegan los arroyos inmediatos, y bien preparada la tierra son fértiles para el trigo; mas esta ventaja qe le proporciona el regadio, no compensa los prejuicios que ocasionan las avenidas en años lluviosos, pues la precipitada corriente que llevan las aguas por la altura de que descienden, arrastra todo tras si, careciendo de bosques y arbolados que contengan su violento curso, perenne solo en invierno, en cuya estacion da impulso á las ruedas de un molino harinero y llevando su direccion al r. Ara se incorpora con él á dist. de una leg. de la pobl. Los caminos son locales, de herradura y en tan mal estado que son peligrosos por los precipicios formados por las corrientes en terreno tan vertical. prod.: trigo, mistura, centeno, cebada, patatas y judias, en cosechas tan escasas que son insuficientes al consumo de sus hab.; cria ganado lanar con abundancia y algun vacuno. ind.: la del molino harinero ya citado. comercio: la esportacion de ganados. pobl.: 6 vec. de catastro, 150 alm. contr.: 1913 rs. 4 mrs.
(Madoz, 1846, p. 503)

El municipio de Burgasé desapareció en 1967 y todo su término pasó a formar parte del de Fiscal, incluida la localidad de Burgasé, que luego quedaría despoblada.